# Bläulingszikade
Die Bläulingszikade (Metcalfa pruinosa) ist eine Zikadenart innerhalb der Familie der Schmetterlingszikaden (Flatidae). In Europa tritt die aus Nordamerika stammende Art als Neozoon auf.

## Merkmale
Die erwachsene Bläulingszikade erreicht eine Körperlänge zwischen 5 und 8 mm und ist 2 bis 3 mm breit. Sie hat breite dreieckige Vorderflügel, die sie vertikal nah am Körper hält, was ihr ein keilförmiges, seitlich zusammengedrücktes Aussehen gibt. Die Vorderflügel besitzen gut entwickelte, quer geaderte Costalzellen. Die hinteren Tibiae haben gewöhnlich zwei seitliche Stacheln zusätzlich zu denen am Apex.
Die Farbe variiert von weißlich über grau bis dunkelgrau, je nachdem wie stark die Zikade mit bläulich weißen Wachspartikeln bedeckt ist. In den Basalregionen der Vorderflügel befinden sich charakteristische dunkle Tupfenpaare.
Die Nymphen werden ausgewachsen bis 4 mm lang und sind weniger als doppelt so lang wie breit. Sie haben deutliche Flügelstummel und am hinteren Ende des Abdomens auffällige Büschel von weißen Wachsfäden. Die Farbe variiert zwischen weißlich und hellgrün.

## Verbreitung
Wegen ihrer Herkunft aus Nordamerika – dort als Citrus flatid planthopper bekannt – wird die Bläulingszikade auch als Amerikanische Zikade bezeichnet. Sie bevorzugt Mischwälder, offene Buschlandschaften und ähnliche Biotope. Ihr Verbreitungsgebiet erstreckt sich entlang der nordamerikanischen Ostküste von Ontario und Québec bis  Florida, nach Westen bis zu den Great Plains. Im Südwesten kommt sie in Texas, New Mexico, Arizona, Kalifornien und in Mexiko vor. Auf Kuba soll die Unterart Metcalfa pruinosa cubana (Metcalf & Bruner) weit verbreitet sein.
In den späten 1970er Jahren gelangte die Bläulingszikade über Pflanzenimporte nach Südeuropa. Erstmals wurde sie 1979 in Venetien in Italien gefunden. Seitdem konnte sie sich in Mittel- und Norditalien sowie in Südfrankreich fest etablieren. Außer in die Nachbarländer Italiens Slowenien, Kroatien und die Schweiz verbreitete sie sich nach Spanien, Ungarn, Serbien, Montenegro, Bulgarien, Griechenland und in die Türkei. 2001 wurde sie erstmals in Tschechien festgestellt, gilt dort aber, wie auch in Großbritannien, als wieder ausgerottet. In Österreich wurde, nach einem Einzelfund in Graz 1996, im Juli 2003 ein Massenauftreten im Wiener Umland festgestellt. Sowohl in Graz als auch in Wien ist die Art mittlerweile häufig anzutreffen.

## Lebensweise

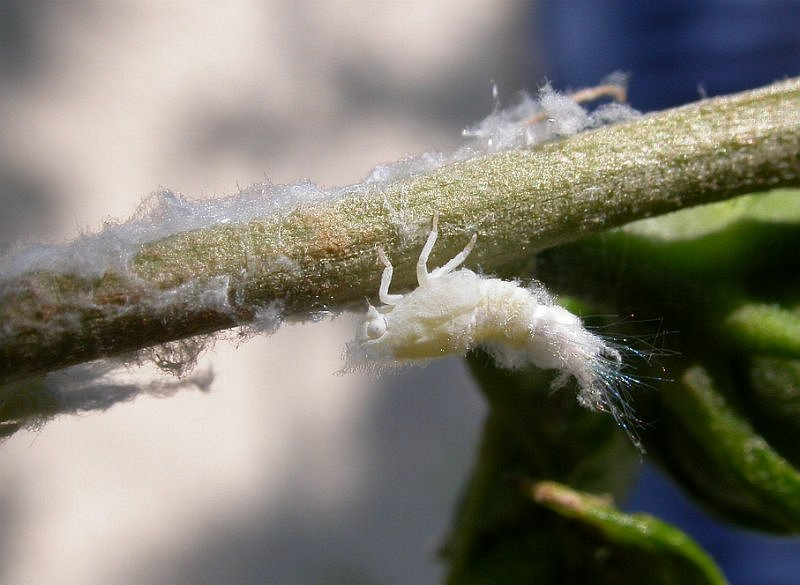
Metcalfa pruinosa, Larven

Die Bläulingszikade entwickelt eine Generation im Jahr. Nach der Überwinterung im Eistadium schlüpfen die Larven bei entsprechenden Außentemperaturen je nach Region zwischen März und Juni. Ihr ausgezeichnetes Sprungvermögen unterscheidet sie von den ebenfalls Wachswolle produzierenden Larven der Woll- oder Schildläuse, die häufig auf denselben Pflanzen vorkommen. Nach fünf Larvenstadien schlüpfen erwachsene Zikaden. Diese paaren sich und beginnen mit der Eiablage. Das Weibchen legt die Eier zwischen Ende Sommer und Spätherbst mit seinem kurzen Ovipositor in verkorkten Rindenteilen oder Lentizellen verschiedener Bäume oder Sträucher ab.
Die Bläulingszikade ernährt sich extrem polyphag. Allein in Österreich wurde sie an 290 verschiedenen Pflanzen vorgefunden. Zu ihrem breiten Nahrungsspektrum zählen sowohl Kulturpflanzen, wie verschiedene Zitruspflanzen, Obstsorten, Weinreben, Sonnenblumen, Mais oder Soja als auch zahlreiche krautige und holzige Wildpflanzen.

## Schadwirkung und Nutzen
Durch das Saugen von Pflanzensäften verursachen die Bläulingszikaden selten ökonomischen Schaden an gesunden Wirtspflanzen. Eine Übertragung von Viren oder Phytoplasmen wurde bisher nicht festgestellt, ein Zusammenhang mit bestimmten in Nordamerika auftretenden Krankheiten an Weinreben (Grapevine yellows disease) aber vermutet. Bei starkem Befall kann es jedoch zur Beeinträchtigung von Pflanzenwachstum und Fruchtausbildung kommen. Größere Probleme bereitet der von den Tieren ausgeschiedene Honigtau, auf dem sich Rußtau ansiedelt, durch den die Wirtspflanzen verunreinigt werden. Die auf den Pflanzen zurückbleibenden Häutungsreste und die Wachswolle sind vor allem bei Zierpflanzen eine optische Beeinträchtigung.
Die Bläulingszikade wird im Obst- und Weinbau Südeuropas vor allem chemisch bekämpft. Da die Tiere aber große Mengen von Honigtau produzieren, der von Honigbienen und anderen Insekten aufgenommen wird, kann es dadurch zur Schädigung von Bienenvölkern und Beeinträchtigung der Honigqualität kommen. Metcalfahonig aus dem Honigtau der Bläulingszikade ist inzwischen in Südeuropa, vor allem in Italien, Slowenien und Frankreich, zu großer wirtschaftlicher Bedeutung gelangt.